# Steepler
Steepler (Стиплер) — российская IT-компания, которая занималась разработкой и поставкой различного программного обеспечения, игровых приставок, компьютеров и их комплектующих в России, а также оказывала разнообразные IT услуги. В первую очередь известна, как поставщик игровых приставок Dendy, а также инициатор создания журнала «Видео-Асс Dendy» и телевизионных передач «Dendy — Новая реальность» и «Мир Dendy». Также спонсировала выпуски телепередачи «От винта!». Во второй половине 1990-х годов компания обанкротилась, однако некоторые её дочерние фирмы функционируют и в настоящее время, например Steepler Graphics Center, выделенная в отдельную компанию в 1998 году, и «Апостроф», созданная в 1994 году.

## История
Компания была создана как товарищество с ограниченной ответственностью (ТОО) в декабре 1990 — январе 1991 года выпускниками мехмата МГУ Андреем Чеглаковым и Владиславом Улендеевым, выпускником ВМК МГУ Максимом Селивановым, выпускником факультета управления и прикладной математики МФТИ Рустемом Ахияровым, а также гражданином Германии Райнером Михлем. Позже к ним присоединились другие учредители, в частности, выпускник МИФИ Андрей Андреев.
Слово «стиплер» означает лошадь, специально приученную к скачкам с препятствиями (стипль-чезу).
В 1991 году компания Hewlett-Packard приняла решение об изменении своей партнерской политики на территории России, и компания Steepler попала в сферу их интересов. Steepler стал дистрибьютором HP, занявшись продажей лазерных принтеров. В это же время фирма стала развиваться сразу в нескольких направлениях. В составе фирмы был создан многопрофильный отдел программного обеспечения, занимающийся русификацией Windows 3.x (продукт CyrWin), разработкой кириллических шрифтов и др. Параллельно также проводились разработки решений, не связанные с принтерами. Так компания создала структуру в Сбербанке на базе компьютеров от Hewlett-Packard, занималась созданием автоматизированных рабочих мест для депутатов Государственной Думы. Steepler также поставлял ПО в банк «Менатеп», сотрудничал с «Инкомбанком».

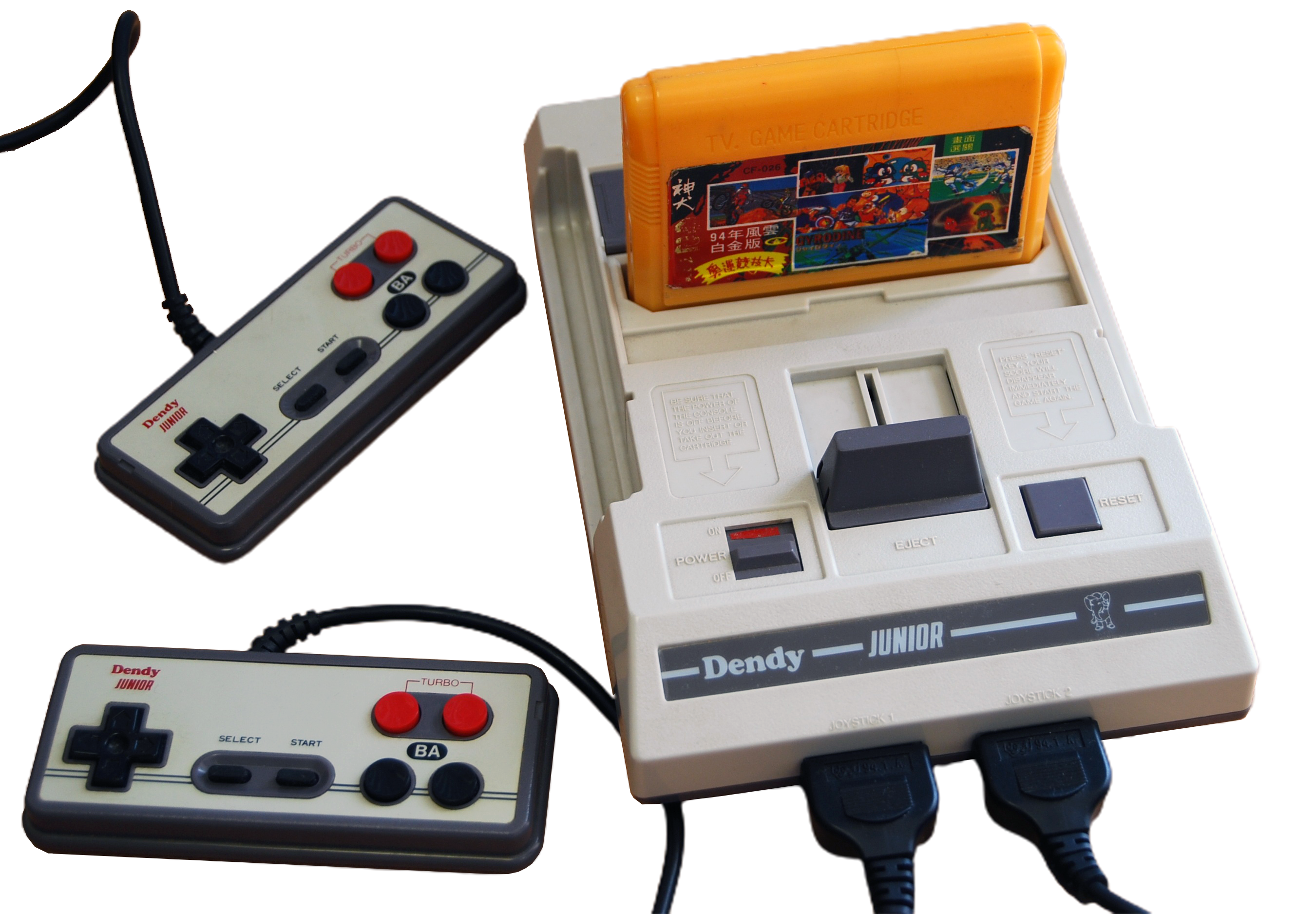
Игровая приставка Dendy, неофициальный аппаратный клон консоли третьего поколения Famicom, выпускавшаяся компанией Steepler

Steepler открыла свой офис на Тайване, что дало ей возможность расширить свой ассортимент и наладить связи с производителем приставок-клонов Famicom. Именно благодаря созданному бренду «Dendy» компания и обрела свою популярность. Именно под данным брендом продавались Famicom-совместимые приставки, ввозимые из Тайваня.
Оборот компании в 1992 году составил 15 млн долларов.
Спрос на продукцию оказался очень высоким, и в апреле 1993 года Steepler располагал уже четырьмя региональными дилерами и оборотом в 500 млн рублей. В конце 1993 года у фирмы было уже более 350 дилеров по продукции Dendy по всему СНГ, из них 35 — авторизованные дилеры, обеспечивающие гарантийное и сервисное обслуживание. Объём продаж в сентябре составлял 2000 приставок в день.
Оборот компании в 1993 году составил уже около 40 млн долларов.
В начале 1994 года Steepler выполняет реорганизацию, в результате которой розничная торговая сеть Steepler Trade выделяется в отдельную компанию Lamport. Также было принято решение перенести выпуск приставок и картриджей из Тайваня в Россию.
К середине 1994 года Steepler продала уже около миллиона приставок Dendy, выйдя на уровень продаж в 100—125 тысяч приставок в месяц и месячный оборот в 5 млн долларов.
В августе 1994 года Инкомбанк и Steepler объявили о планах создания совместного бизнеса — компании «Денди»: Инкомбанк участвует в нём деньгами и получает 30 % от прибыли. В ноябре 1995 года у компании «Денди» уже 10 дочерних предприятий в регионах и 80 дилеров, розничные цены на приставки снизились до 20 долларов. В ноябре 1994 года фирма «Денди» заключает с Nintendo соглашение, по которому она отказывается от продвижения продукции Sega и получает эксклюзивные права на распространение в России и СНГ приставок Super Nintendo и Game Boy, а Nintendo амнистируют торговлю 8-битными клонами их продукции.
В апреле 1995 года фирма «Денди» заключила с китайской компанией «Subor» договор об эксклюзивных правах на продажу 8-разрядных приставок «Subor» в России и других странах СНГ, и производство приставок «Денди» на заводе Сюбор. Однако в начале 1996 года компания «Subor» разделилась на две, и новая «Subor Culture» начала продавать в России приставки «Subor» по 7 долларов, тогда как Steepler продавал их по 14 долларов. Компания Steepler свернула свою деятельность в 1996 году.